# Diffa
Diffa este un oraș din Niger, reședința departamentului Diffa.

## Aeroport
Diffa este deservit de aeroportul local (cod ICAO: DRZF), cu o lungime a pistei de 5,900 km.